# Jean Baptiste Bourguignon d’Anville
Jean Baptiste Bourguignon d’Anville (ur. 11 lipca 1697 w Paryżu, zm. 28 stycznia 1782 tamże) – geograf i kartograf francuski. Współtwórca współczesnej kartografii, autor Atlas général, współtwórca Encyclopédie.